# Conquête d'Uppsala
Pour un article plus général, voir Guerre suédoise de libération.
 (signalé en mai 2025).
Si vous disposez d'ouvrages ou d'articles de référence ou si vous connaissez des sites web de qualité traitant du thème abordé ici, merci de compléter l'article en donnant les références utiles à sa vérifiabilité et en les liant à la section « Notes et références ».
- Archive Wikiwix
- Bing
- Cairn
- DuckDuckGo
- E. Universalis
- Gallica
- Google
- G. Books
- G. News
- G. Scholar
- Persée
- Qwant
- (zh) Baidu
- (ru) Yandex
- (wd) trouver des œuvres sur Wikidata

Guerre suédoise de libération
Batailles
- Bataille de Falun (5 février 1521)
- Bataille de Brunnbäck Ferry (avril 1521)
- Bataille de Västerås (29 avril 1521)
- Conquête d'Uppsala (18 mai 1521)
- Conquête de Kalmar (27 mai 1523)
- Conquête de Stockholm (16 et 17 juin 1523)

La conquête d'Uppsala (en suédois : Erövringen av Uppsala) est un épisode de la Guerre suédoise de libération, qui a eu lieu le 19 mai 1521. Le Danemark perd le contrôle d'Uppsala, prise par les rebelles suédois commandés par Jöns Olofsson et Lars Eriksson.